# Powiat lepelski

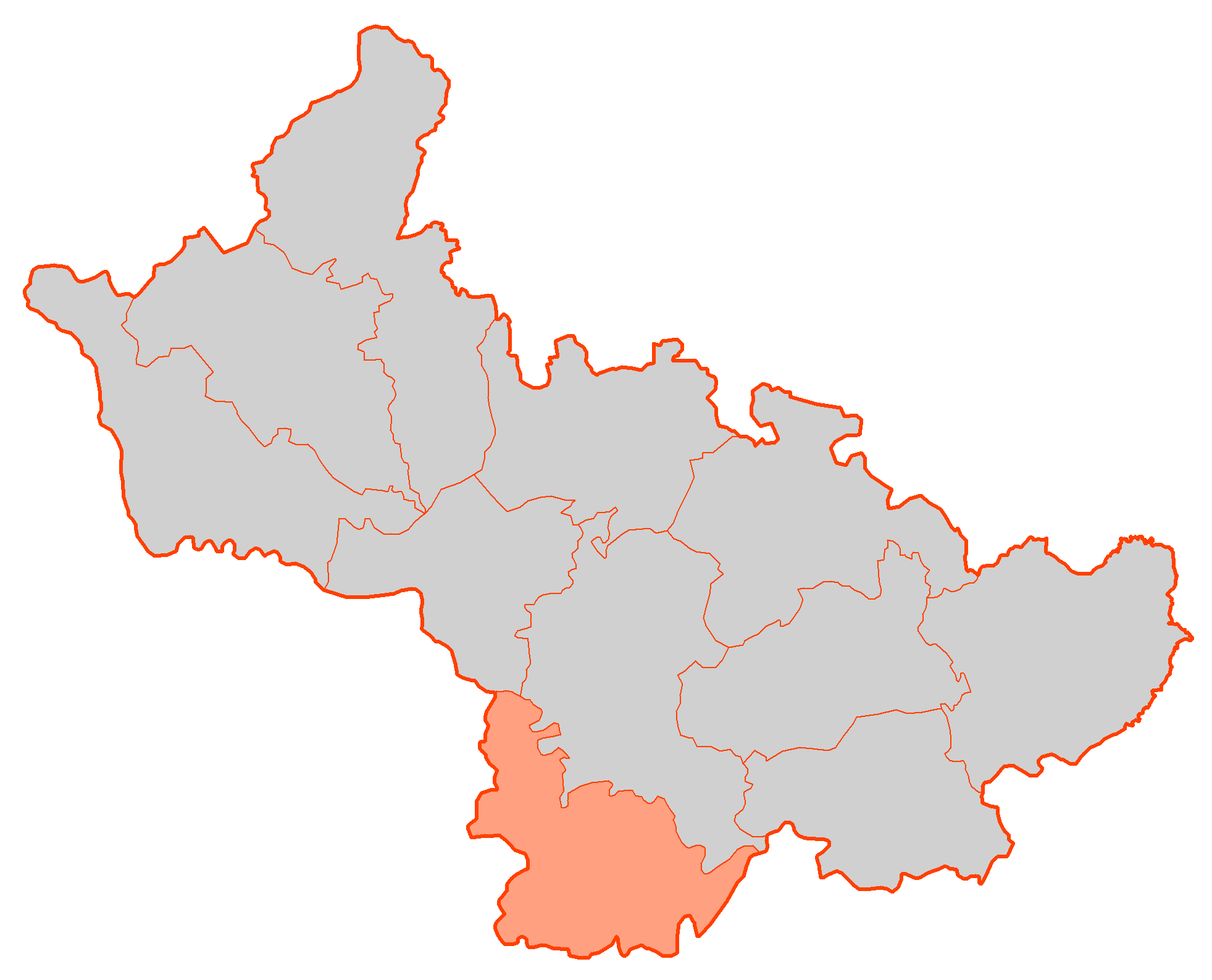
Powiat lepelski

Powiat lub ujezd lepelski dawniej część obszaru województwa połockiego a potem powiat guberni witebskiej na Białorusi. Na jego terenie dziś leżą następujące rejony:
- bieszenkowicki
- czaśnicki
- lepelski
- uszacki

na Białorusi.